# Поршневий затвор

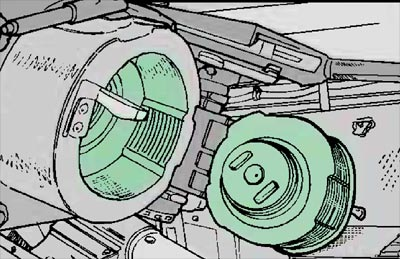
Будова поршневого затвора

Поршневий затвор — механізм артилерійської установки, що забезпечує відкривання і закривання каналу ствола завдяки зчепленню нарізки поршня і нарізної частини казенного зрізу ствола. Залежно від конструкції поршня поршневі затвори поділяються на циліндричні, з суцільною або секторною нарізкою і конічні. Залежно від руху поршня при відкриванні поршневі затвори поділяються на однотактні, двотактні і тритактні.

## Будова поршневого затвора

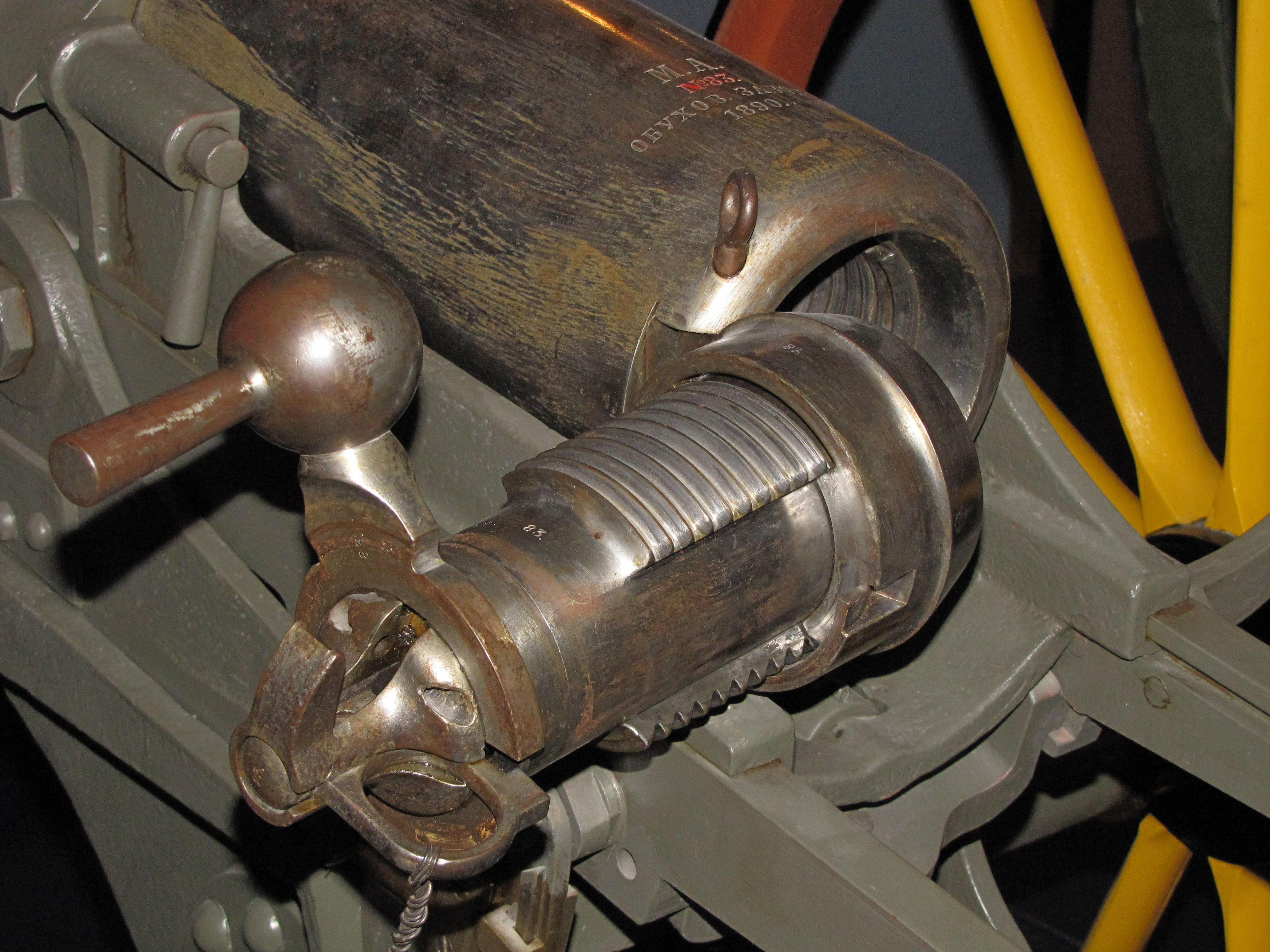
Затвор російської 2,5-дюймівки

Механізм поршневого затвора складається з рами затвора, поршня, рукоятки затвора, осі рукоятки затвора і гребінки. Вісь з'єднує раму затвора зі стволом, гребінка обертає поршень при відкриванні та закриванні затвора. У закритому положенні поршень з'єднується з казенником за допомогою зчеплення нарізки на його зовнішній поверхні з нарізкою на поверхні поршневого гнізда. Сучасні поршневі затвори, як правило, мають циліндричний або конічний поршень із секторною нарізкою, де чергуються нарізні та гладкі сектори. У минулому використовувалися також поршні із суцільною нарізкою. Для зручності користування двотактними затворами необхідно, щоб кут повороту рукоятки не перевищував 120 °. Для запобігання мимовільному відкриванню затвора використовується зчеплення рукоятки затвора з рамою, а також введення в конструкцію спеціальних стопорів.
До однотактних поршневих затворів належать системи з циліндричним поршнем, що має суцільну нарізку. Вони допускають тільки гільзове заряджання. У двотактних затворах спочатку надається обертального руху поршневі для розчеплення нарізних секторів поршня і казенника, а при продовженні обертання рама затвора відходить від казенного зрізу ствола і витягує поршень з гнізда. При закриванні двухтактного затвора дія відбувається в зворотному порядку. У тритактних затворах поршень спочатку обертається в рамі затвора для розчеплення нарізних секторів, потім здійснює прямолінійний поступальний рух, виходить з гнізда і в третьому такті відводиться в сторону від казенника. Більшість сучасних поршневих затворів належить до двотактного типу.
Шведський інженер Аксель Велін (швед. Axel Martin Welin) вперше запропонував свій східчасто-гвинтовий затвор в 1890 році. Його конструкція відрізнялася наявністю нарізки двох і більше діаметрів. Що дозволило зробити поршень порівняно коротким і легким, скоротити кут його повороту навколо своєї осі, спростити вихід з казенника і відведення вбік (хитання), що позитивно позначалося на швидкості замикання і відмикання каналу ствола.

## Порівняння поршневого іклинового затворів
Наприкінці XIX — початку XX століть поршневі затвори різних конструкцій широко застосовувалися в більшості артилерійських установок. Однак з часом велика частина артилерійських систем малого і середнього калібру стала оснащуватися клиновими затворами.
У порівнянні з клиновими затворами, поршневі вимагають великих зусиль і часу на їх закривання і відкривання, а значить, забезпечують меншу скорострільність. Їхнє виготовлення є більш складним, тривалим і дорогим, вони більшою мірою схильні до зносу. Клинові затвори більш зручні для заряджання і більш безпечні для обслуги. У них легше і простіше застосувати механізми півавтоматики.
Разом з тим, поршневі затвори мають меншу вагу, менші розміри і забезпечують більш надійну обтюрацію. Вага казенника з поршневим затвором також менше. Крім того, вони, на відміну від клинових, допускають картузного заряджання, хоча в XIX столітті застосовувалися і клинові затвори, придатні для картузного заряджання. Тиск порохових газів в поршневих затворах розподілено більш рівномірно і вони в меншій мірі схильні до деформації. У силу цих обставин поршневі затвори знайшли широке застосування в артилерійських системах великих калібрів.